# Савинер ди Ласте (Белуно)
Савинер ди Ласте (итал. Saviner di Laste) је насеље у Италији у округу Белуно, региону Венето.
Према процени из 2011. у насељу је живело 136 становника. Насеље се налази на надморској висини од 1017 м.